# Lerista vittata
Lerista vittata é uma espécie de réptil escamado da família Scincidae.
Apenas pode ser encontrada na Austrália.